# Chapelle des jésuites anglais de Chèvremont
La Chapelle des Jésuites anglais (ou Notre-Dame de Chèvremont) est un petit édifice religieux catholique sis sur la colline de Chèvremont, à Chaudfontaine, en Belgique, à une vingtaine de mètres en contrebas de la grande basilique. Édifiée au XVIIe siècle par les jésuites anglais en exil dans la principauté de Liège, la chapelle devint au fil des temps un centre de culte et pèlerinage marial. L’accroissement du nombre de pèlerins conduisit, à la fin de XIXe siècle, à la construction de la grande basilique.

## Histoire
Les Jésuites anglais, poussés à l’exil par les persécutions religieuses dans leur pays, sont reçus à Liège (en 1613) et ouvrent, en 1616, un collège pour l’éducation des jeunes catholiques anglais. Celui-ci se développe en scolasticat jésuite d’enseignement philosophique et théologique.
Pour leur repos et la détente des jeunes une maison fut acquise dans la campagne de Chèvremont (1678). En fait de ‘détente’ les jeunes jésuites reconstruisent en 1688, une ancienne chapelle pour y replacer la petite statue en bois de la Vierge Marie qui était vénérée dans l’ancienne chapelle. La chapelle connait des agrandissements successifs au fil de la dévotion mariale croissante. Un thème reste permanent tout au long de ces années. Au-dessus de la nouvelle statue de Notre-Dame de Chèvremont  (officiellement ‘’Notre-Dame de la Miséricorde’’) qui domine le maître-autel se trouve inscrit : « 16 S. MARIA ORA PRO ANGLIA 88 » (c'est-à-dire: Sainte Marie, prie pour l’Angleterre, 1688).

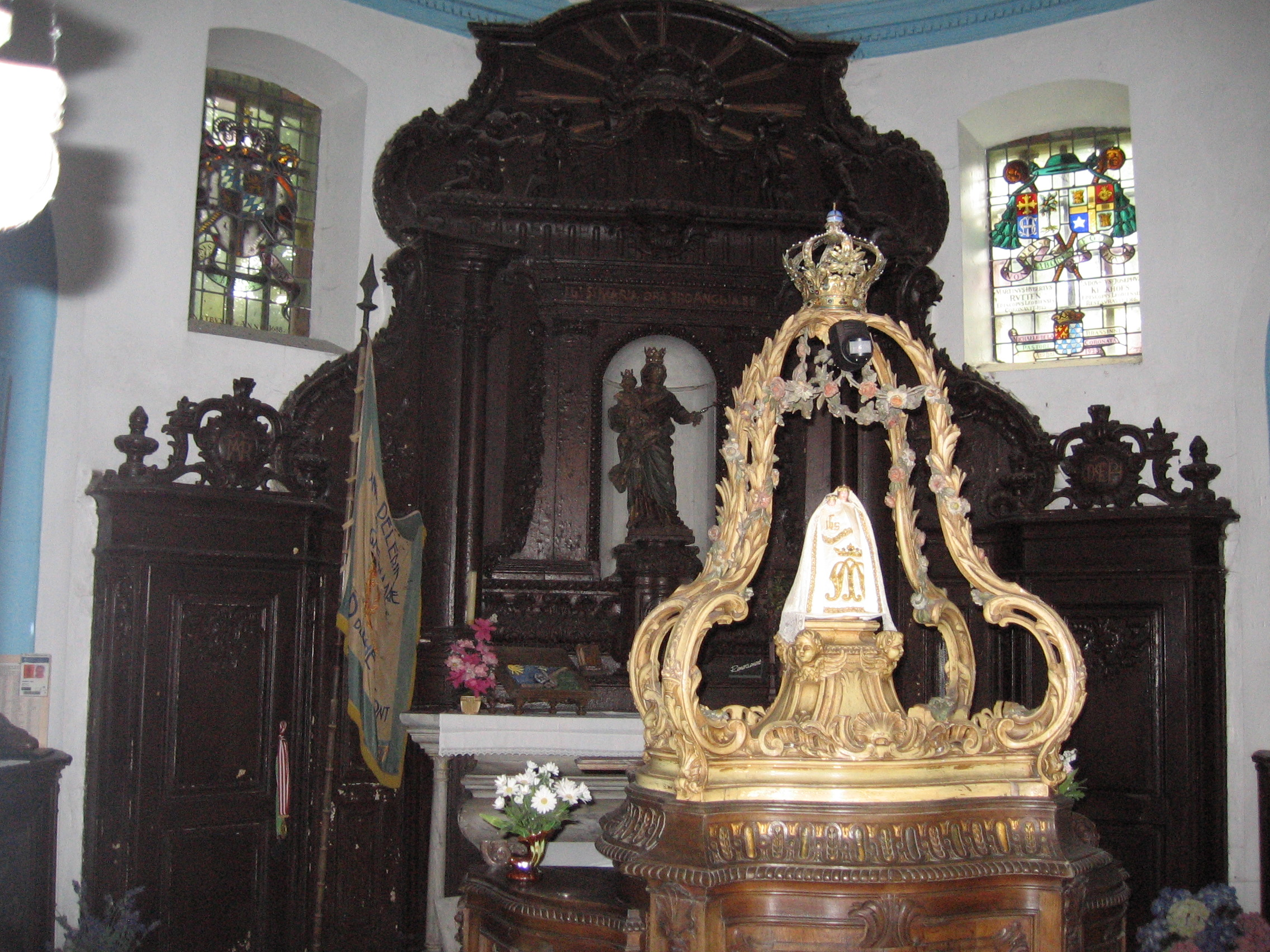
Le retable avec, au dessus de la statue, le S.Maria, ora pro Anglia.

Un chemin de croix est construit qui monte de Vaux-sous-Chèvremont, au bas de la vallée de la Vesdre, jusqu’à la chapelle de Notre-Dame. On en voit la trace sur une carte de Ferraris datant de 1771.
A la fin du XVIIIe siècle, la situation religieuse s’améliorant dans leur pays, les Jésuites anglais se retirent de la principauté de Liège. La chapelle se trouve sans prêtre la desservant. Cela n’empêche pas les pèlerinages de se multiplier tout au long du XIXe siècle, en partie parce que les communications avec la ville de Liège deviennent beaucoup plus faciles.
Pour mieux recevoir les pèlerins et leur assurer un service pastoral adéquat Mgr de Montpellier, évêque de Liège, décide en 1874 de faire construire une basilique de grande dimension sur la colline de Chèvremont et confie le projet aux pères Carmes déchaux, à condition qu’ils desservent également la ‘chapelle Notre-Dame de Chèvremont’.